# Dżasem Amiri
Dżasem Amiri (pers. جاسم اميري; ur. 24 lutego 1987) – irański zapaśnik w stylu klasycznym. Srebro na igrzyskach azjatyckich w 2006. Akademicki wicemistrz świata w 2010. Srebrny medal mistrzostw świata juniorów z 2006 roku.